# U Michálka
U Michálka je přírodní památka poblíž obce Bohutice v okrese Znojmo v nadmořské výšce 270–275 metrů. Důvodem ochrany je dochované stepní společenstvo s výskytem zvláště chráněných druhů rostlin a živočichů.

## Galerie

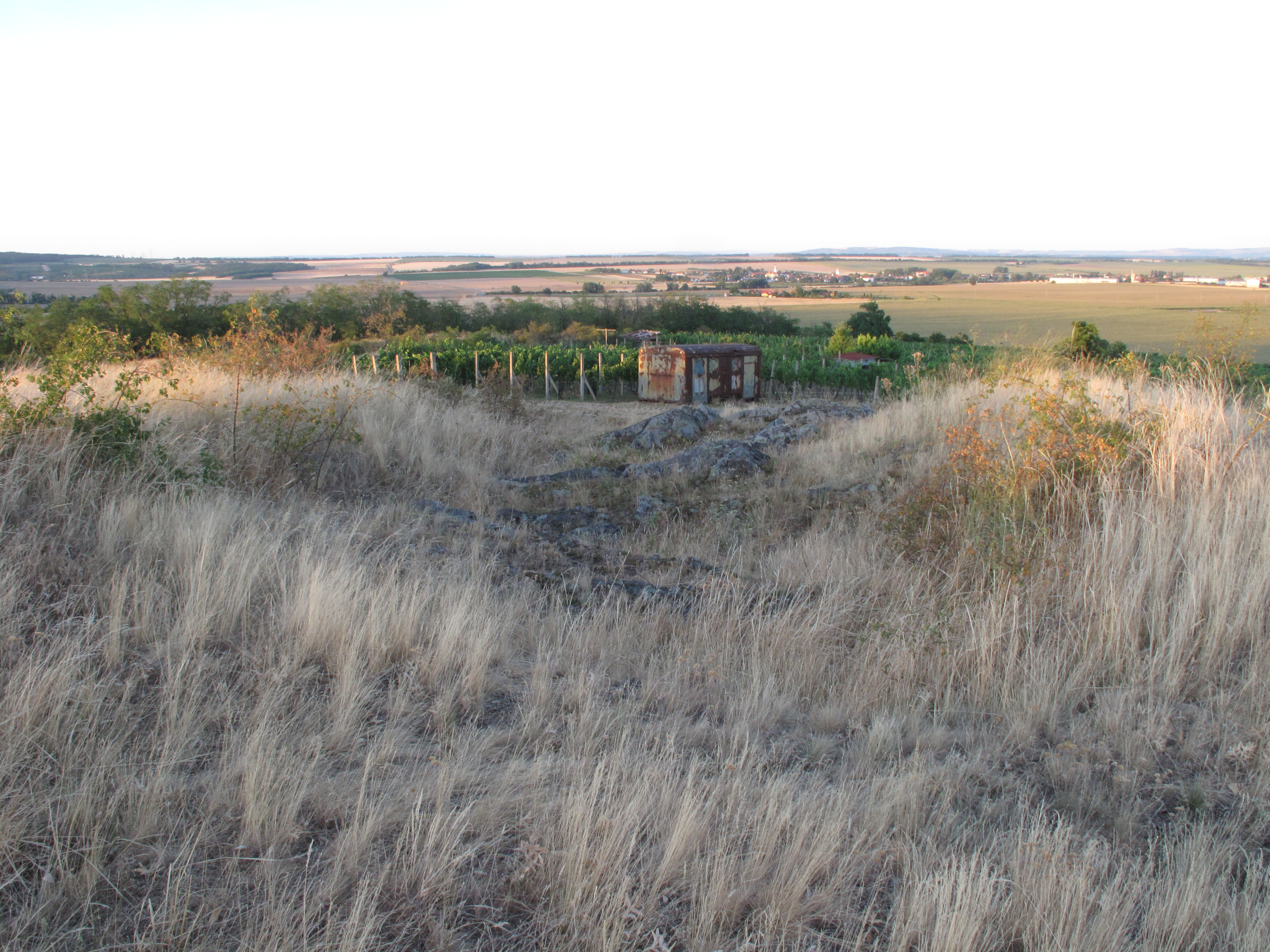
Skály a vinice
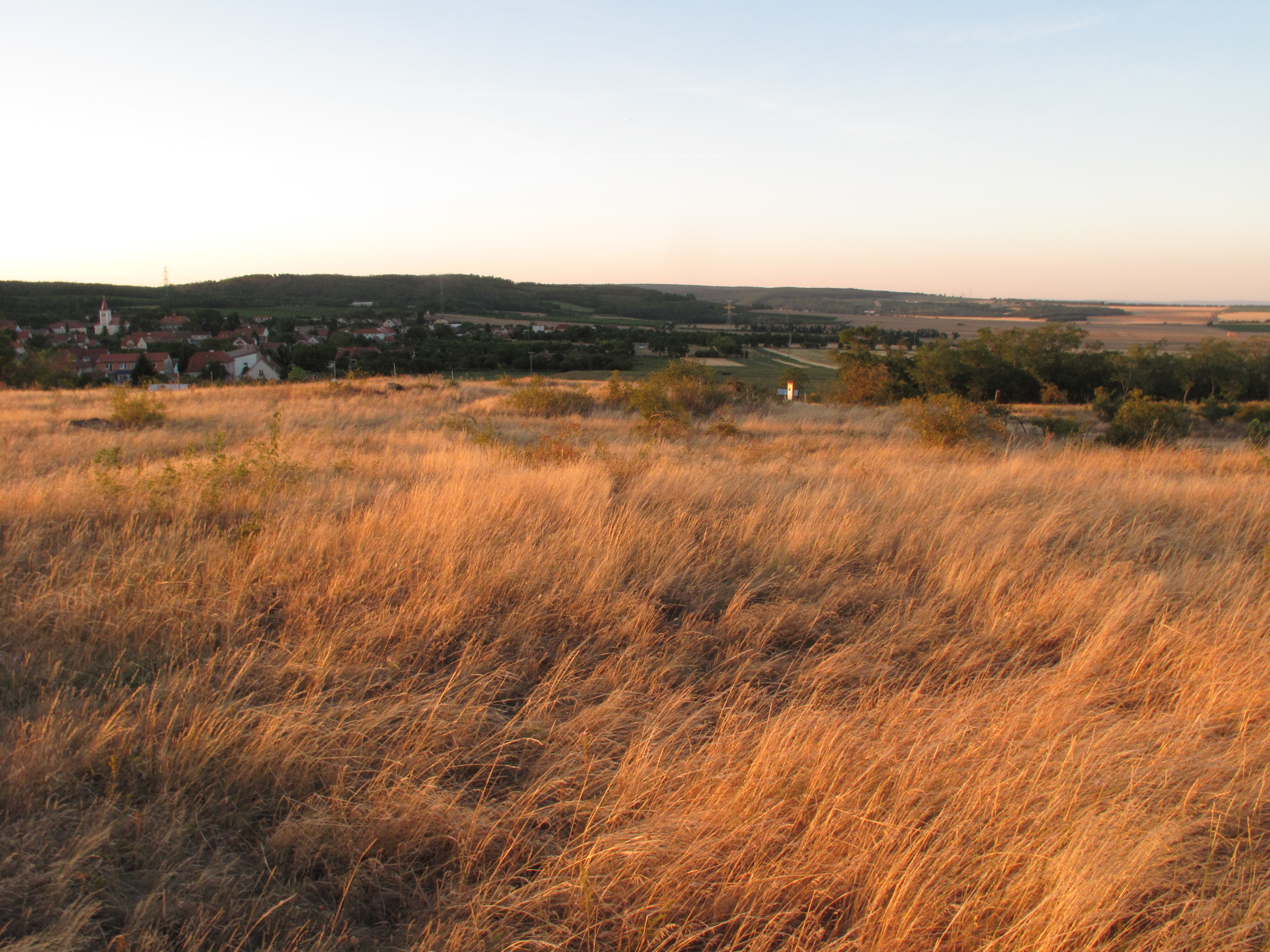
Step
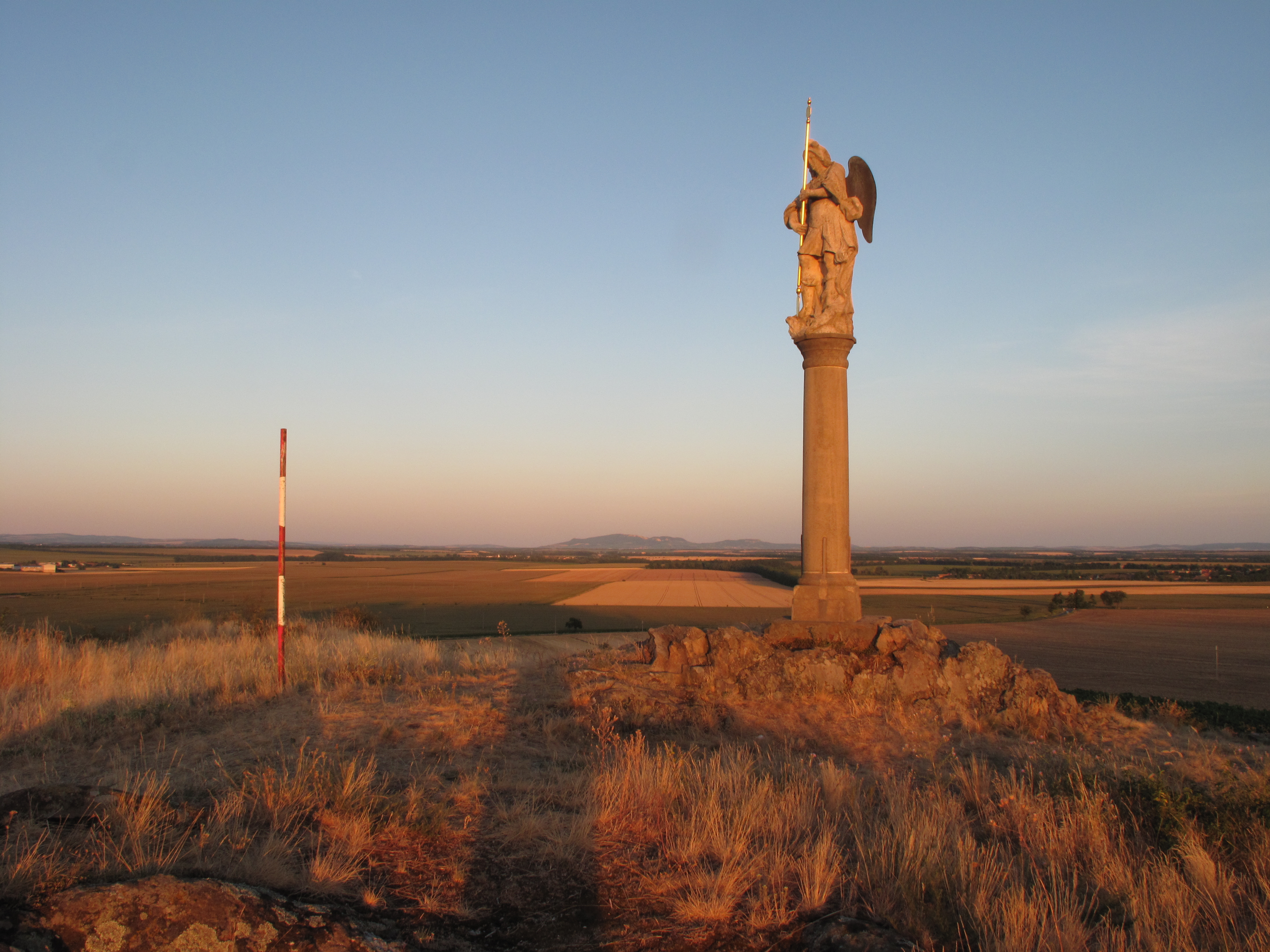
Socha anděla